# Juin 1982

## Événements
- 3 juin : 
  - un attentat contre l’ambassadeur israélien à Londres donne le prétexte de l’intervention israélienne au Liban. Profitant de la guerre civile libanaise, Israël, alliée aux Phalanges maronites de la famille Gemayel, porte la guerre au Liban (1982-1985), sans remporter la victoire escomptée.
  - Rallye automobile : arrivée du Rallye de l'Acropole.

- 6 juin : 
  - opération « Paix pour la Galilée » : Les troupes israéliennes menées par Ariel Sharon envahissent le Liban et liquident les poches de résistance palestiniennes au Liban Sud.
  - Formule 1 : Grand Prix automobile de la côte est des États-Unis.

- 7 juin : Hissène Habré entre dans Ndjamena et prend le pouvoir au Tchad en renversant Goukouni Oueddei.

- 9 juin : 
  - L’armée israélienne attaque l’armée syrienne, qui se replie après plusieurs jours de combats.
  - La région de Murcie et La Rioja acceptent par référendum le statut d'autonomie.

- 11 juin : un cessez-le-feu est signé entre la Syrie et Israël.

- 12 juin : près d’un million de personnes manifestent à Central Park contre la course aux armements.

- 13 juin :
  - Fahd devient roi d'Arabie saoudite.
  - Les Israéliens font leur jonction avec les FL et mettent le siège devant Beyrouth, sans pouvoir y entrer, du fait de l’opposition américaine.
  - Formule 1 : Grand Prix automobile du Canada.

- 14 juin : reddition de la garnison argentine de Port Stanley. Fin de la Guerre des Malouines.

- 18 juin : querelle sur le gazoduc. Ronald Reagan interdit aux filiales des firmes américaines à l’étranger de fournir le matériel nécessaire à la construction d’un gazoduc pour le transport du gaz sibérien vers l’Europe de l’Ouest. Un compromis est établi à l’automne.

- 18 juin - 1er juillet : après la défaite des Argentins, le président Leopoldo Galtieri est remplacé par le général Bignone qui promet un retour à l’ordre démocratique, mais les forces armées ne sont pas en position de pouvoir contrôler le processus de dévolution du pouvoir aux civils (fin en 1983).

- 19 juin (Sport automobile) : départ de la cinquantième édition des 24 Heures du Mans.

- 20 juin : Saddam Hussein rappelle ses troupes sur la frontière internationale. Khomeiny ambitionne d’envahir l’Irak pour y établir une république islamique.

- 29 juin (Rallye automobile) : arrivée du Rallye de Nouvelle-Zélande.

## Naissances
- 1er juin : Justine Henin, joueuse de tennis belge.
- 2 juin : Jewel Staite, actrice canadienne.
- 10 juin : Issa Doumbia, humoriste et acteur français.
- 13 juin : Kenenisa Bekele, athlète éthiopien.
- 14 juin : Lawrence Saint-Victor, acteur américain.
- 17 juin : Dobet Gnahoré, chanteuse ivoirienne de variétés africaines.
- 18 juin : Irakli Garibachvili, Homme d'etats georgien.
- 20 juin : George Forsyth, footballeur et Homme Politique péruvien.
- 21 juin : 
  - William de Cambridge, prince héritier de la Couronne du Royaume-Uni.
  - Benjamin Walker, acteur américain.
- 22 juin : 
  - Kristof Vliegen, joueur de tennis belge.
  - Soraia Chaves, actrice portugaise et mannequin.
  - Andoni Iraola, footballeur espagnol.
- 23 juin : Kirsten Neuschäfer, navigatrice sud-africaine.
- 28 juin : Po-Shen Loh, entraîneur de l'équipe américaine des Olympiades internationales de mathématiques.

## Décès
- 8 juin : Georges Cazenave, enseignant et poète français.
- 10 juin :
  - Gala Dali, épouse de Salvador Dalí.
  - Rainer Werner Fassbinder, réalisateur allemand.
- 15 juin : Art Pepper, saxophoniste de jazz américain (° 1er septembre 1925).
- 17 juin : Roberto Calvi, homme d'affaires.
- 18 juin : Curd Jurgens, acteur autrichien.
- 29 juin : Pierre Balmain, couturier (° 1914).